# Natta (famiglia)
Natta è una delle più importanti famiglie astigiane per il numero di soldati, letterati, religiosi e giuristi che ha prodotto nei secoli.
Appartiene al gruppo di famiglie nobili astigiane raggruppate nelle Casane astigiane, che in seguito al commercio ed all'attività feneratizia in tutta l'Europa occidentale, si arricchirono notevolmente, contribuendo di conseguenza all'espansione del Comune astigiano nel periodo medievale.

## Origini

Stemma di Alfiano Natta, comune rimasto alla famiglia fino al XIX secolo, che riprende il toponimo e le partizioni dello stemma di famiglia

I marchesi Giacomo e Virginio Natta, dettero alle stampe nel XVIII secolo la storia della famiglia, facendola risalire fantasiosamente a Numa Pompilio secondo re di Roma.
Da quel capostipite, la famiglia si sarebbe diramata attraverso tre linee :
Mamercini, Ruffi e Natti. Dall'ultima linea, un membro si trasferì ad Asti e da lì diramò a Genova, Como, Alessandria e Casale Monferrato.
Secondo lo storico Aldo di Ricaldone la famiglia era di origine manfredinga, quindi franca.
Le prime notizie certe, risalgono al XII secolo, secondo Serafino Grassi, nel 1168 durante la fondazione della città di Alessandria è probabile che la famiglia abbia dato il suo apporto nella costituzione della nuova città. Un Oberto Natta, infatti compare come consigliere di Alessandria nel 1190.
Francesco Guasco conferma la tesi del Grassi collocandoli signori di Bergoglio, località presso Alessandria, che con altri sei comuni, contribuì alla fondazione della città.
Sicuramente i Natta furono presenti tra il XII - XIII secolo come feudatari in molte località della provincia di Asti: Alfiano Natta, Burio, Castelnuovo Calcea, Cerro Tanaro, Colcavagno, Isola d'Asti, Tonco e Viarigi ed ebbero residenze signorili anche a Moncalvo, Nizza Monferrato ed Asti.

## Sviluppo
Guglielmo Natta fu signore di Tonco nel XIII secolo.
Enrietto Natta, un suo discendente (morto nel 1458) divenne signore di Castelnuovo e nel 1435 venne infeudato dal Marchese del Monferrato del feudo dell'avo.
Sedici anni dopo, ottenne anche i feudi di Baldesco e Fubine e dopo alcuni anni Murisengo.
I suoi quattordici figli (sette maschi e sette femmine), si sparpagliarono per tutto il Piemonte e cinque di loro divisero la famiglia nel ramo di Asti (Tommaso), Cerro Tanaro (Giorgio), Alfiano Natta (Gian Giacomo), Isola d'Asti (Secondino) e Nizza Monferrato con Agostino che si estinse dopo alcuni decenni.
Enrietto, ambasciatore dei Marchesi del Monferrato, ne divenne anche vicario generale nel 1410; alla sua morte lasciò un ingente patrimonio con una vastissima estensione territoriale tra San Marzanotto e Montemarzo, conosciuta ancora oggi come "Valle Natta" .

## Personaggi di spicco della famiglia

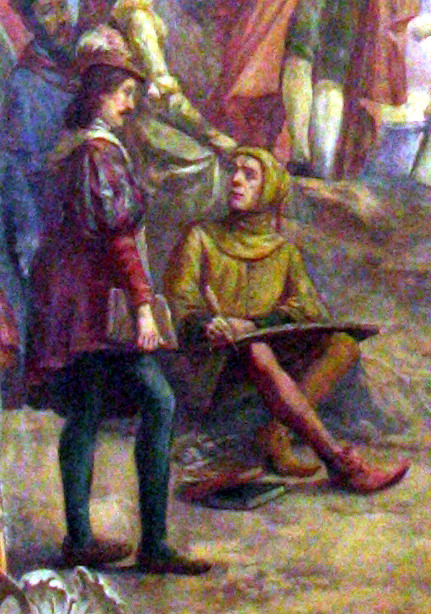
Giorgio (seduto) e Marc'Antonio (in piedi) Natta, raffigurati nell'affresco degli astigiani illustri. Sala di Palazzo Civico di Asti

- Secondino Natta, signore di Isola d'Asti, ambasciatore di Teodoro II del Monferrato presso Giovanni di Lusignano, re di Gerusalemme e di Cipro nel 1412, concluse l'accordo di matrimonio tra i Monferrato ed il Paleologo ed accompagnò la sposa Sofia a Venezia diretta a Gerusalemme.
Carlo d'Orleans, divenuto signore di Asti lo nominò vicario generale e nel 1448 lo inviò come ambasciatore presso il Duca di Milano.

- Giorgio Natta fu un famoso giureconsulto medievale, studiò a Pavia e venne incaricato dal Marchese del Monferrato di stabilire gli esatti confini del marchesato e dello stato di Milano nel 1450. Venne nominato conte palatino da papa Innocenzo VIII e pubblicò alcune opere di materia legale presenti in molte biblioteche europee come per esempio Avignone, Colonia, Francoforte.
L'opera più importante è intitolata "Sopra la Clementina", in onore di Clemente V, dove sono raccolte le decisioni del Concilio di Vienne del 1311.

- Marco Antonio Natta, anch'egli giureconsulto, poeta ed artista, figlio di Secondino capostipite della linea di Isola d'Asti, scrisse moltissime opere a carattere giuridico, letterario e religioso. Nel 1557 il duca Guglielmo Gonzaga lo nominò giudice del Tribunale della sua Ruota. Divenne senatore di Casale ed alla sua morte venne tumulato ad Asti presso la Collegiata di San Secondo nella cappella di famiglia.
È raffigurato con Giorgio Natta in un affresco nel Municipio di Asti di Paolo Arri che ritrae quattordici astigiani illustri che circondano Vittorio Alfieri.

## Le abitazioni

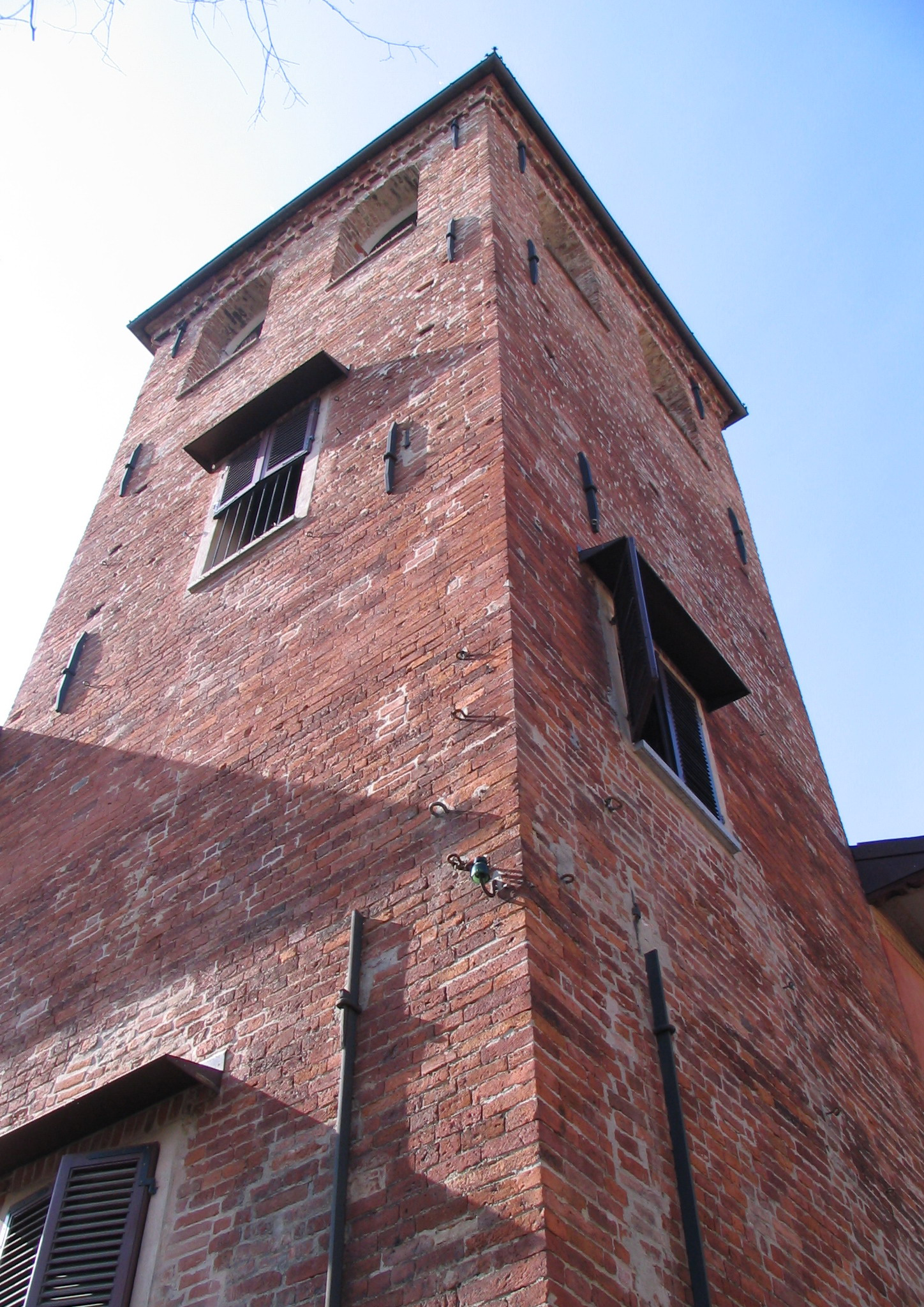
Torre dei Natta

Il più antico agglomerato abitativo della famiglia Natta, è situato nell'area di Piazza Statuto (l'antica Piazza dei Porci), nel Rione San Secondo.
Alcune carte del XV secolo, già citano la presenza della nobile famiglia in questa zona per la presenza di tre edifici, tutti contigui, collocati all'inizio di via Q.Sella, che per questo motivo nel Seicento era denominata contrada delli signori Natta.
In via Natta, all'angolo con via Milliavacca, nel Rione Cattedrale sorge una torre che con il vicino palazzo formava una casa-forte della famiglia molto ben munita e solida.
La torre, appartiene al primo periodo, costruita probabilmente nell'XI secolo, in origine la torre era molto più alta, ma venne poi mozzata come molte altre in città.
La famiglia ne venne in possesso con il contiguo palazzo intorno al XVII secolo.
Lo stile della torre è gotico ma le due finestre in cima non sono contemporanee del resto della costruzione in quanto sono state aperte forse nel XIX secolo

## Stemma

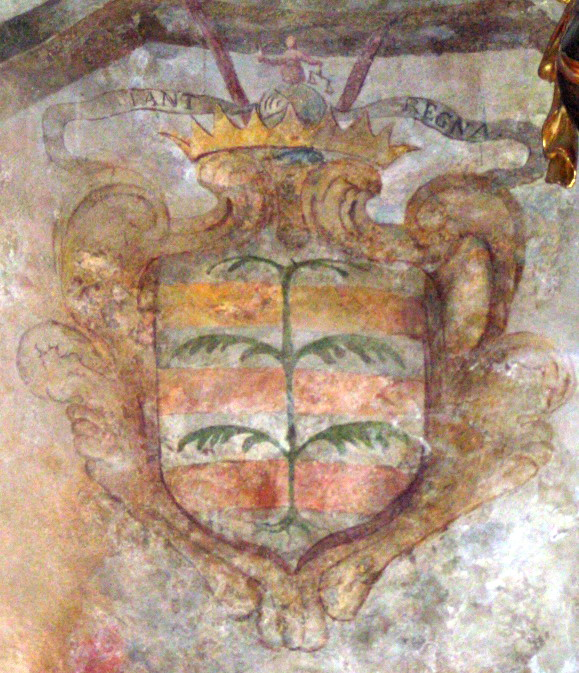
Asti, stemma Natta nella cappella di San Giovanni nella Collegiata di San Secondo

Essendo l'araldica astigiana frutto di un'aristocrazia prettamente urbana e mercantile, molti stemmi come quello dei Natta si rifanno all'arma parlante, quella cioè che fa derivare il simbolo del proprio casato direttamente dal nome (talora la funzione) del possessore di tale arma.
Natta (Nata) in piemontese significa sughero e quindi la famiglia adottò il simbolo della quercia del sughero nel proprio stemma. Lo stemma così viene ad assomigliare a quello della potente famiglia dei Valperga, conti del Canavese, una delle maggiori del Piemonte medievale.
Lo scudo però presenta anche delle pezze (tre fasce), questo potrebbe significare che in origine la famiglia alzasse solamente un semplice scudo d'argento con tre fasce rosse sul quale in un secondo momento si sia aggiunta l'arma parlante.
Scudo: D'argento a tre fasce di rosso, colla quercia di sughero di verde, di sei rami, ghiandifera di porpora, attraversante
Cimiero: la figura della giustizia, nascente
Motto: Per. Me. Stant. Regna.

## Genealogia
Genealogia principale della famiglia Natta.
|  |  |  |  |  |  |                               |                               |                               |                               |                               |                               |  |  |                                     |                                     |                                     |                                     |                                     |                                     |  |  | Guglielmo Signore di Tonco XIII secolo                                  |                       |                       |                       |                       |                       |  |  |                                 |                                 |                                 |                                 |                                 |                                 |  |  |                                    |                                    |                                    |                                    |                                    |                                    |  |  |  |  |  |  |  |  |  |  |  |  |  |  |  |  |  |  |  |  |  |  |  |  |  |  |  |  |  |  |  |  |  |  |  |  |  |  |  |  |  |  |  |  |  |  |  |  |  |  |  |  |  |  |
|  |  |  |  |  |  |                               |                               |                               |                               |                               |                               |  |  |                                     |                                     |                                     |                                     |                                     |                                     |  |  |                                                                         |                       |                       |                       |                       |                       |  |  |                                 |                                 |                                 |                                 |                                 |                                 |  |  |                                    |                                    |                                    |                                    |                                    |                                    |  |  |  |  |  |  |  |  |  |  |  |  |  |  |  |  |  |  |  |  |  |  |  |  |  |  |  |  |  |  |  |  |  |  |  |  |  |  |  |  |  |  |  |  |  |  |  |  |  |  |  |  |  |  |
|  |  |  |  |  |  |                               |                               |                               |                               |                               |                               |  |  |                                     |                                     |                                     |                                     |                                     |                                     |  |  |                                                                         |                       |                       |                       |                       |                       |  |  |                                 |                                 |                                 |                                 |                                 |                                 |  |  |                                    |                                    |                                    |                                    |                                    |                                    |  |  |  |  |  |  |  |  |  |  |  |  |  |  |  |  |  |  |  |  |  |  |  |  |  |  |  |  |  |  |  |  |  |  |  |  |  |  |  |  |  |  |  |  |  |  |  |  |  |  |  |  |  |  |
|  |  |  |  |  |  |                               |                               |                               |                               |                               |                               |  |  |                                     |                                     |                                     |                                     |                                     |                                     |  |  | Enrietto Signore di Castelnuovo, Tonco, Fubine, Murisengo Baldesco 1458 |                       |                       |                       |                       |                       |  |  |                                 |                                 |                                 |                                 |                                 |                                 |  |  |                                    |                                    |                                    |                                    |                                    |                                    |  |  |  |  |  |  |  |  |  |  |  |  |  |  |  |  |  |  |  |  |  |  |  |  |  |  |  |  |  |  |  |  |  |  |  |  |  |  |  |  |  |  |  |  |  |  |  |  |  |  |  |  |  |  |
|  |  |  |  |  |  |                               |                               |                               |                               |                               |                               |  |  |                                     |                                     |                                     |                                     |                                     |                                     |  |  |                                                                         |                       |                       |                       |                       |                       |  |  |                                 |                                 |                                 |                                 |                                 |                                 |  |  |                                    |                                    |                                    |                                    |                                    |                                    |  |  |  |  |  |  |  |  |  |  |  |  |  |  |  |  |  |  |  |  |  |  |  |  |  |  |  |  |  |  |  |  |  |  |  |  |  |  |  |  |  |  |  |  |  |  |  |  |  |  |  |  |  |  |
|  |  |  |  |  |  |                               |                               |                               |                               |                               |                               |  |  |                                     |                                     |                                     |                                     |                                     |                                     |  |  |                                                                         |                       |                       |                       |                       |                       |  |  |                                 |                                 |                                 |                                 |                                 |                                 |  |  |                                    |                                    |                                    |                                    |                                    |                                    |  |  |  |  |  |  |  |  |  |  |  |  |  |  |  |  |  |  |  |  |  |  |  |  |  |  |  |  |  |  |  |  |  |  |  |  |  |  |  |  |  |  |  |  |  |  |  |  |  |  |  |  |  |  |
|  |  |  |  |  |  | Giorgio Linea di Cerro Tanaro | Giorgio Linea di Cerro Tanaro | Giorgio Linea di Cerro Tanaro | Giorgio Linea di Cerro Tanaro | Giorgio Linea di Cerro Tanaro | Giorgio Linea di Cerro Tanaro |  |  | Gian Giorgio Linea di Alfiano Natta | Gian Giorgio Linea di Alfiano Natta | Gian Giorgio Linea di Alfiano Natta | Gian Giorgio Linea di Alfiano Natta | Gian Giorgio Linea di Alfiano Natta | Gian Giorgio Linea di Alfiano Natta |  |  | Tommaso Linea di Asti                                                   | Tommaso Linea di Asti | Tommaso Linea di Asti | Tommaso Linea di Asti | Tommaso Linea di Asti | Tommaso Linea di Asti |  |  | Secondino Linea di Isola d'Asti | Secondino Linea di Isola d'Asti | Secondino Linea di Isola d'Asti | Secondino Linea di Isola d'Asti | Secondino Linea di Isola d'Asti | Secondino Linea di Isola d'Asti |  |  | Agostino Linea di Nizza Monferrato | Agostino Linea di Nizza Monferrato | Agostino Linea di Nizza Monferrato | Agostino Linea di Nizza Monferrato | Agostino Linea di Nizza Monferrato | Agostino Linea di Nizza Monferrato |  |  |  |  |  |  |  |  |  |  |  |  |  |  |  |  |  |  |  |  |  |  |  |  |  |  |  |  |  |  |  |  |  |  |  |  |  |  |  |  |  |  |  |  |  |  |  |  |  |  |  |  |  |  |
|  |  |  |  |  |  | Giorgio Linea di Cerro Tanaro | Giorgio Linea di Cerro Tanaro | Giorgio Linea di Cerro Tanaro | Giorgio Linea di Cerro Tanaro | Giorgio Linea di Cerro Tanaro | Giorgio Linea di Cerro Tanaro |  |  | Gian Giorgio Linea di Alfiano Natta | Gian Giorgio Linea di Alfiano Natta | Gian Giorgio Linea di Alfiano Natta | Gian Giorgio Linea di Alfiano Natta | Gian Giorgio Linea di Alfiano Natta | Gian Giorgio Linea di Alfiano Natta |  |  | Tommaso Linea di Asti                                                   | Tommaso Linea di Asti | Tommaso Linea di Asti | Tommaso Linea di Asti | Tommaso Linea di Asti | Tommaso Linea di Asti |  |  | Secondino Linea di Isola d'Asti | Secondino Linea di Isola d'Asti | Secondino Linea di Isola d'Asti | Secondino Linea di Isola d'Asti | Secondino Linea di Isola d'Asti | Secondino Linea di Isola d'Asti |  |  | Agostino Linea di Nizza Monferrato | Agostino Linea di Nizza Monferrato | Agostino Linea di Nizza Monferrato | Agostino Linea di Nizza Monferrato | Agostino Linea di Nizza Monferrato | Agostino Linea di Nizza Monferrato |  |  |  |  |  |  |  |  |  |  |  |  |  |  |  |  |  |  |  |  |  |  |  |  |  |  |  |  |  |  |  |  |  |  |  |  |  |  |  |  |  |  |  |  |  |  |  |  |  |  |  |  |  |  |
|  |  |  |  |  |  |                               |                               |                               |                               |                               |                               |  |  |                                     |                                     |                                     |                                     |                                     |                                     |  |  |                                                                         |                       |                       |                       |                       |                       |  |  | Marco Antonio 1557              |                                 |                                 |                                 |                                 |                                 |  |  |                                    |                                    |                                    |                                    |                                    |                                    |  |  |  |  |  |  |  |  |  |  |  |  |  |  |  |  |  |  |  |  |  |  |  |  |  |  |  |  |  |  |  |  |  |  |  |  |  |  |  |  |  |  |  |  |  |  |  |  |  |  |  |  |  |  |